# Staatliche Berufsfachschule für Holzbildhauer (Bischofsheim in der Rhön)
Die Staatliche Berufsfachschule für Holzbildhauer in Bischofsheim in der Rhön ist eine staatliche Berufsfachschule. Sie liegt am Fuße des Kreuzbergs in der Rhön und ist Unterfrankens kleinste berufliche Schule.

## Geschichte
Am 1. Mai 1853 im damals bayerischen Poppenhausen (Wasserkuppe) als Holzschnitzschule vom Polytechnischen Zentralverein Würzburg gegründet, wurde sie nach sieben Jahren aus verschiedenen Gründen nach Bischofsheim verlegt. Der Umzug erfolgte am 16./17. September 1861. Damals diente die Einrichtung dazu, das gewerblich orientierte Handwerk des Schnitzens als wirtschaftliches Zubrot in der Rhöner Bauernwelt zu verankern. Wegen nachlassender Schülerzahlen wurde der Schulbetrieb der Schule des Bezirkes Unterfranken im Jahr 1971 eingestellt, nach dem auch der langjährige Schulleiter August Bolz, krankheitsbedingt in Pension gehen musste. Im Herbst 1973 durch den Landkreis Rhön-Grabfeld mit Sitz in Bad Neustadt/Saale wiederbegründet, schuf der damalige Rektor Philipp Mendler die Grundlage für eine voll funktionstüchtige Schule, die darüber hinaus einer künstlerischen Entwicklung Rechnung tragen konnte. Eine beachtliche Anzahl von Künstlern im Einzugsgebiet der Lehre Professor Hans Wimmers, des ehemaligen Lehrstuhlinhabers für Bildhauerei an der Kunstakademie Nürnberg, konnte durch die Kontakte Mendlers nach Bischofsheim geholt werden. Seitdem ist die künstlerische Grundlehre im Bereich bildhauerischen Schaffens eng verzahnt mit der notwendigen Achtsamkeit gegenüber der Technologie des Holzes. Die damit verbundene tägliche Auseinandersetzung mit Naturvorgabe und Kunstwirklichkeit, Materialdialog und Selbstbehauptung der Gestaltungsmotive kommt dem heutigen Schülertyp an dieser Schule sehr entgegen. Schüler sind als Auszubildende angetreten, um im ganztägigen Vollzeitunterricht über einen Zeitraum von drei Jahren die Herausforderungen ihrer Lehrer anzunehmen. Am Ende dieser Zeit wird durch eine schulinterne Abschlussprüfung der Leistungsstand der jungen Holzbildhauer u. a. durch eine Abschlussarbeit dargestellt.

## Konzept
Das Konzept wurde mit Blick auf die Erfordernisse eines zeitgemäßen Lehrplanes entwickelt. Dies bedeutet:
- Darstellungsmöglichkeiten für Holz finden und nutzen.
- Motive und Inhalte in die für Holz typischen Charakteristika verwandeln und anwenden.

Mit den Mitteln der Skulptur form- und materialgerechte Strukturen in Holz aufrichten.
Die Herausforderungen eines bildnerischen Gestaltens aufnehmen, um die dabei auftretende rhythmische Dialektik von Geist und Material zu erleben, so dass die Schüler eine für sich gefundene Haltung als ein Teil der Lebensfreude in der beruflichen Verwirklichung zu einem Bildhauer verspüren.

## Leitlinien
Es kommt darauf an,

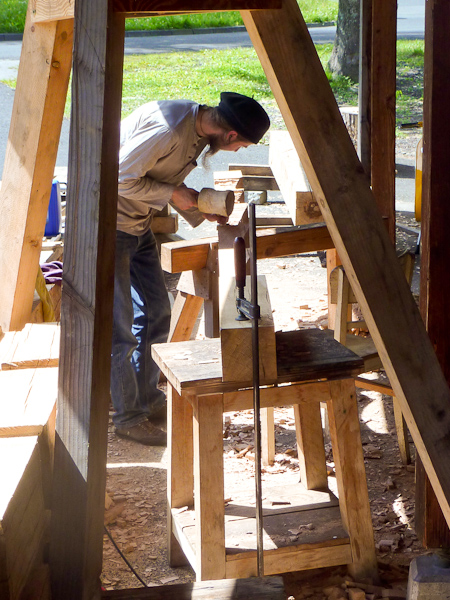
An der BFS wird auch im Freien gearbeitet

- Die künstlerische Grundlehre eng zu verzahnen mit der notwendigen Achtsamkeit gegenüber der Technologie des Holzes und der damit verbundenen handwerklichen Anwendung, in dem Werkergebnis durch den Schüler begriffen.
- Im Schulalltag bedeutet es für einen Schüler, einen Lehrer, die Auseinandersetzung aufzunehmen im Hinblick auf eine Naturvorgabe mit der Suche nach einer Kunstwirklichkeit. Diese beiden Komponenten werden wahrgenommen und in einem Werk bildsprachlich verwirklicht.
- Materialdialog und Selbstbehauptung zielen auf einen Kompetenzzuwachs des Schülers ab, hinführend zu der Berufung eines Bildhauers

## Ausbildungsziele
Nach Art. 13 des Bayerischen Gesetzes über das Erziehungs- und Unterrichtswesen (BayEUG) ist die Berufsfachschule eine Schule, die – ohne eine Berufsausbildung vorauszusetzen – der Vorbereitung auf eine Berufstätigkeit oder Berufsausbildung dient und die Allgemeinbildung fördert. Die Ausbildungszeit an den bayerischen Holzbildhauerschulen dauert drei Jahre bei ganzwöchentlichem Vollzeitunterricht. Zu jeder beruflichen Ausbildung gehören grundlegende Kenntnisse der deutschen Sprache in Wort und Schrift. Die Vernetzung der allgemein bildenden Fächer wie Deutsch und Sozialkunde mit den Angeboten des fachlichen Unterrichtes wird durch eine moderne Datenverarbeitung unterstützt. Eine stilkundliche Betrachtung von Werken der Architektur und Plastik ermöglicht eine geschichtsbewusste Orientierung. Das Zeichnen von Schriftarten ergänzt die Grundlehre für eine plastische Gestaltung. Reale Gegenstandsformen sollen durch Konstruktionszeichnungen erklärbar dargestellt und gelesen werden. Damit gelingt den Schülern der Zugang für eine wertbewusste Formgebung.
Neben dem Technikerwerb im Umgang mit Bildhauerwerkzeugen erlernen die Schüler Kenntnisse, Fähigkeiten und Fertigkeiten, um in einen Dialog mit Form und Material einzutreten.
Bei einzelnen Projektarbeiten werden Lernfelder berührt, welche die Zielsetzungen für eigenes Handeln bei den Schülern begreiflich machen. Hier ist die Absprache innerhalb des Kollegiums der Schule erforderlich. Verdeutlicht wird diese Intention am Beispiel einer Jahresplanung:

## Jahresplanung der 11. Klasse (2. Jahrgangsstufe)

### Skulpturarbeit
- Anfertigen von Modellen für Bildhauerarbeiten
- Aufstellmöglichkeiten von Stammarbeiten besprechen und deren Umsetzung planen
- Einbindung der Grundlagen der Statik, der Berechnung von Flächen und der Berücksichtigung der Schwundmaße.
- Volumenberechnungen
- Hilfestellung bei der Kettensägetechnik
- Gestaltung von Puppen- oder Marionettenköpfen als Eigenentwürfe (auch Künstlerische Vertiefung).

### Entwerfen und Modellieren
- Vom Bozetto zur Kleinplastik – Modelle für Holzskulpturen erstellen. Berücksichtigung der Proportionslehre. Gerüstbau nach Biegeplan durchführen
- Draperie als „Echo“ des dahinter liegenden Körpers

### Kopienanfertigung
- Anwendung verschiedener Messsysteme (Messbereiche, Punktiergerät) bei der Arbeit nach dem Modell

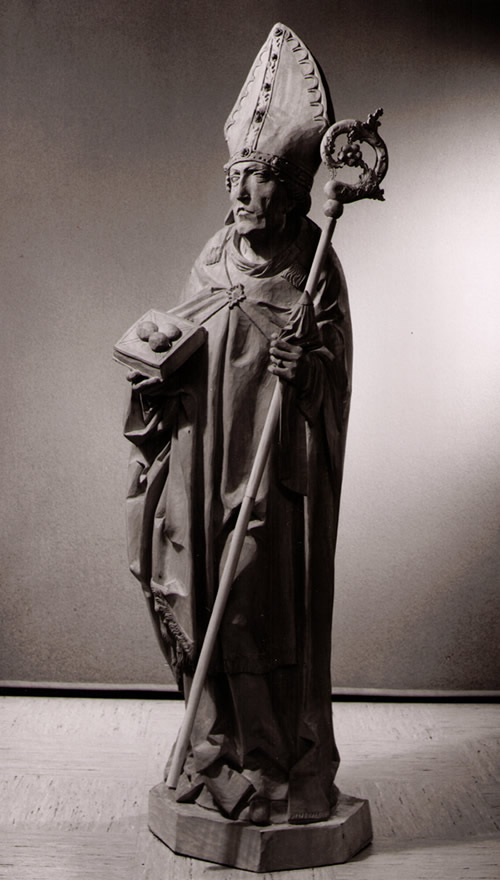
Skulpturen kopieren

### Abformen
- Berechnung der Traglasten von Ton am Gerüst
- Abformung von mehreren Teilen (Porträt)
- Silikonguss
- Gipsretuschen

### Freihandzeichnen
- Flächenzeichnen (Dachlandschaften)
- Studien zur Skelettanatomie
- Erstellen konstruktiver Bildhauerzeichnungen
- Draperiestudien

### Schrift
- Antiqua in Holz ausführen
- Entwerfen von Schriftstelen

### Kunstgeschichte
- Die Schüler entdecken Stilentwicklungen der Romanik, Gotik, Renaissance, des Barock und Rokoko. Sie begreifen deren Hintergründe und assoziieren die gewonnenen Erkenntnisse mit den Fragestellungen über Formen und deren Theorien.

Die Schüler informieren sich über die geschichtlich gewachsenen Strukturen, vorrangig der Bildhauerei, aber auch der Architektur und Malerei. Sie reflektieren deren Anwendungen in den Außen- und Innenbereichen und beachten dabei deren Vorkommen in Ausbreitungsregionen sowie bedeutende Stile.
Sie entdecken unterschiedliche Stile durch Werk- und Bildanalysen und ordnen sie zeitlich und geografisch ein.
Sie entwickeln ein Allgemeinverständnis für die künstlerische Entwicklung der Zeitläufe und berücksichtigen die Einbettung der Auftraggeber für Kunsthandwerker und Künstler. Die Schüler sehen ihre Arbeiten im Kontext der Kunstgeschichte.
- Kennenlernen bedeutender Bildhauer, Maler und Baumeister
- Einbindung von Literatur- und Internetrecherche
- Kennenlernen von Zeichenmitteln für Stildarstellungen

## Öffentlichkeitswirksame Aktivitäten
- 1867 Weltausstellung in Paris
- 1882 Große Bronzemedaille

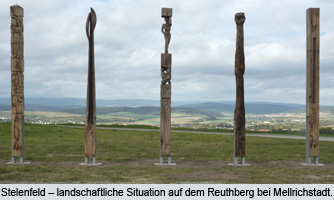
Landschaftliche Situation auf dem Reuthberg bei Mellrichstadt

- 1884 Silbermedaille bei der Bayerischen Landes-Industrie-Gewerbe- u. Kunstausstellung in Nürnberg
- 1937 Weltausstellung in Paris
- 1939 Reichsberufswettkampf In Nürnberg
- 1956 Bundessieger im handwerklichen Berufswettbewerb
- 1973 Städtische Sparkasse Schweinfurt
- 1977 Bayerische Landesvertretung in Bonn
- 1981 Regierung von Unterfranken in Würzburg
- 1983 Bayerische Landesvertretung in Bonn
- 1991 Internationale Handwerksmesse München – Bayerischer Staatspreis (Goldmedaille)
- 1991 Spitäle Würzburg, Modehaus Völk Würzburg, Stadt Hammelburg
- 1992 5. Bayerischer Berufsbildungskongress in Nürnberg
- 1993 Region in Aktion in Tann/Rhön, Spitäle Würzburg
- 1994 Verkehrsmuseum in Gemünden/Main
- 1995 Hauptbahnhof in Fulda, Sparkasse Tauberbischofsheim
- 1996 Bayerisches Staatsministerium für Bildung und Kultus, Wissen-schaft und Kunst in München
- 1997 Bayerische Vertretung bei der Europäischen Union in Brüssel
- 1998 Exponate für die Kunstausstellung der Städtischen Sparkasse in Würzburg
- 1999 Themenausstellung „Lebensfreude“ im Kreuzgang des Würzburger Doms
- 2001 Private Handelsschule Herrmann in Fulda (Dauerleihgabe), Ausstellung im Rathaus Hochspeyer bei Kaiserslautern
- 2002 Skulpturenweg für die Stadt Bischofsheim[2]
- 2007 Gestaltung von Kunststationen zum Sonnengesang des hl. Franziskus[3]
- 2008 Oberelsbach Biosphärenreservat: Managementzentrum
- 2009 Bad Kissinger Kunststationen
- 2010 Berufsbildungsmesse in Nürnberg
- 2010 Galerie im Saal, Oberschwappach, Ausleihe von Werkstücken
- 2010 Aufstellung einer Brettstele (bemalt/vergoldet) in den Räumen des Bayerischen Staatsministeriums für Bildung und Kultus, Wissenschaft und Kunst in München
- 2010/11 Stelenfeld an der Hauswirtschaftsschule, Bischofsheim
- 2011 Stelenfeld auf dem Reuthberg bei Mellrichstadt[4]
- 2013 Sendung des Bayerischen Rundfunks über die Holzschnitzschule[5]
- 2015 Projekt „Skulptur On Tour“ durch den Landkreis[6]
- 2018 Teilnahme an der Triennale Kunsthalle Schweinfurt[7]
- 2018 Neue Schulleiterin Christine Götz[8]
- 2019 Symposium in der freien Natur[9]
- 2021 Neuer Schulleiter Michael Wimmel
- 2022 Symposium der Klassen 11 und 12 zusammen mit arrivierten Bildhauern